# Kuno von der Kettenburg
Kuno Augustin Peter Freiherr von der Kettenburg (* 4. August 1811 in Matgendorf; † 10. Juni 1882 in Matgendorf) war ein mecklenburgischer Gutsbesitzer, großherzoglich mecklenburg-strelitzer Kammerherr und Ehrenritter des Malteser-Ordens.

## Leben
Kuno August Peter Freiherr von der Kettenburg entstammt dem ursprünglich lüneburgischen Adelsgeschlecht von der Kettenburg. In Mecklenburg siedelten die Kettenburgs 1623, wo sie die Rittergüter Matgendorf, Wüstenfelde und später Schwetzin bei Teterow erwarben.
Sein Vater war der Premierleutnant bei der herzoglichen Leibgarde in Ludwigslust Johann Friedrich von der Kettenburg († 1831). Dieser hatte 1808 Matgendorf von seinem Onkel geerbt und von seinem verstorbenen Bruder 1813 Gut Schwetzin. Seine früh mit 27 Lebensjahren früh verstorbene († 1814) Mutter war eine Tochter des August Eggert (Augustin Eckhard) von der Lühe-Zarnewanz († 1828) und der Agnes Sophie von Kardorff († 1818).
Kuno von der Kettenburg, der in Berlin Rechtswissenschaften studierte, war Erblehn- und Gerichtsherr auf Matgendorf, Wüstenfelde und Schwetzin, auf Kettenburg und Hünzingen sowie der Herrschaft Faal in der Steiermark. 1848/49 gehörte Kettenburg für den Wahlbezirk Vietgest der mecklenburgischen konstituierenden Abgeordnetenversammlung an.

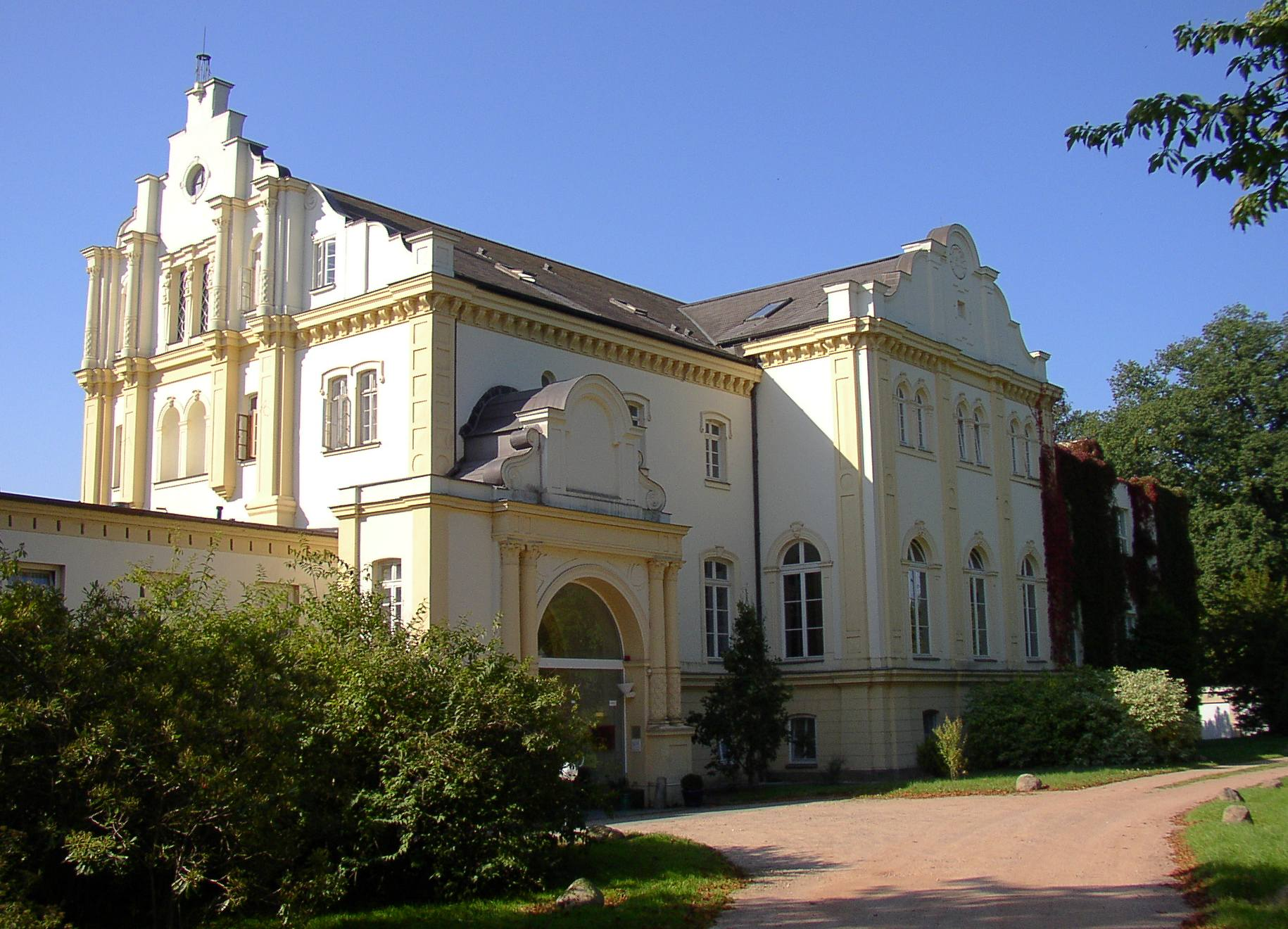
Herrenhaus Matgendorf

Er heiratete 1836 in Strelitz Thekla Freiin von Günderrode, Tochter der Friederica von Ketelhodt und des Friedrich Freiherr von Günderrode, Stadtschultheiß zu Frankfurt/Main. Dieser Ehe entstammten vier Kinder:
- Kuno Maximilian Philipp Ludwig (* 3. Februar 1838, † 20. November 1907), Jura-Studium i. Heidelberg, 1864 Eintritt i. d. Dominikanerorden Kloster St. Sabina[4]
- Kuno Maximilian Johann Friedrich (* 3. Juni 1839, † 19. Februar 1915), Ehefrau Marie Freiin von Böselager-Nette, Nachfahren
- Kuno Erich Karl August Octavio (* 9. September 1840, † 25. Mai 1881)
- Kuno Franz Heinrich August (* 22. November 1841, † 29. November 1899), Gutsherr in Mecklenburg, Ehefrau Elisabeth Gräfin und Herrin zu Brandis, Nachfahren

Die Familie war zunächst evangelisch und seit 1852 katholisch. Auch unter dem Einfluss der ebenfalls aus Mecklenburg stammenden, zwei Jahre zuvor konvertierten Schriftstellerin Ida Hahn-Hahn legten die Kettenburgs am 22. Mai 1852 vor dem Bischof Wilhelm Emmanuel von Ketteler in Mainz das katholische Glaubensbekenntnis ab. Ihr Übertritt entfachte in Mecklenburg heftige Auseinandersetzungen über den katholischen Gottesdienst im Land. Reisen führte die Familie nach Bayern und Österreich.

## Werke
- Betrachtungen über die sogenannten Grundrechte des deutschen Volkes. Stillersche Hofbuchhandlung, Schwerin/Rostock 1849.